# Singerie

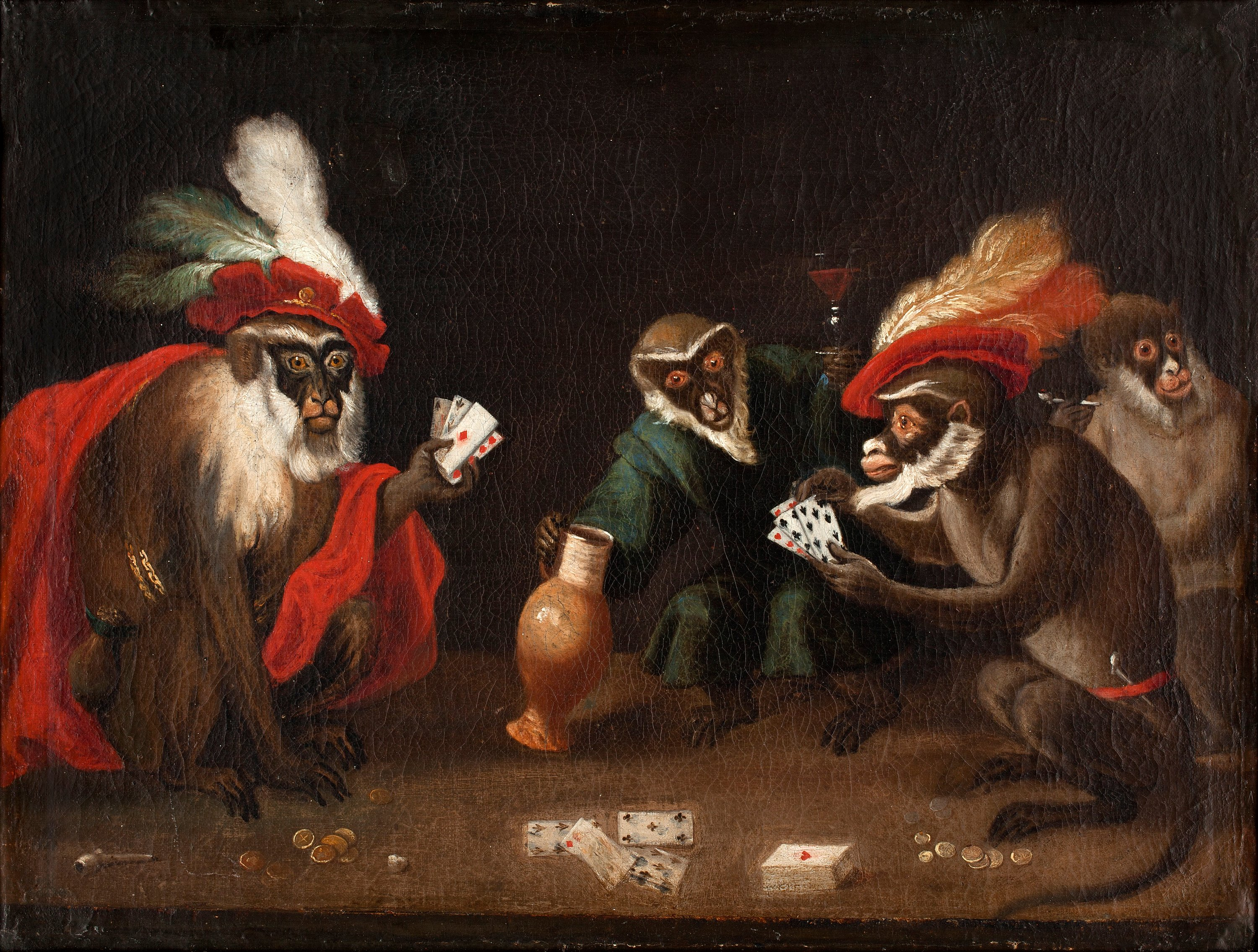
Singes jouant aux cartes, suiveur d'Abraham Teniers, moitié du XVIIe siècle.

Singerie est le nom donné à un genre pictural montrant des singes imitant le comportement humain, souvent à la mode, comme un spectacle divertissant, toujours sous forme de satire. Le terme français est utilisé dans les autres langues pour définir ce genre.
Bien qu'il ait une longue histoire, l'apogée du genre se situe au XVIIIe siècle, dans le Rococo.

## Histoire

Antoine Watteau, Le Singe sculpteur, ca. 1710, musée des beaux-arts d'Orléans.

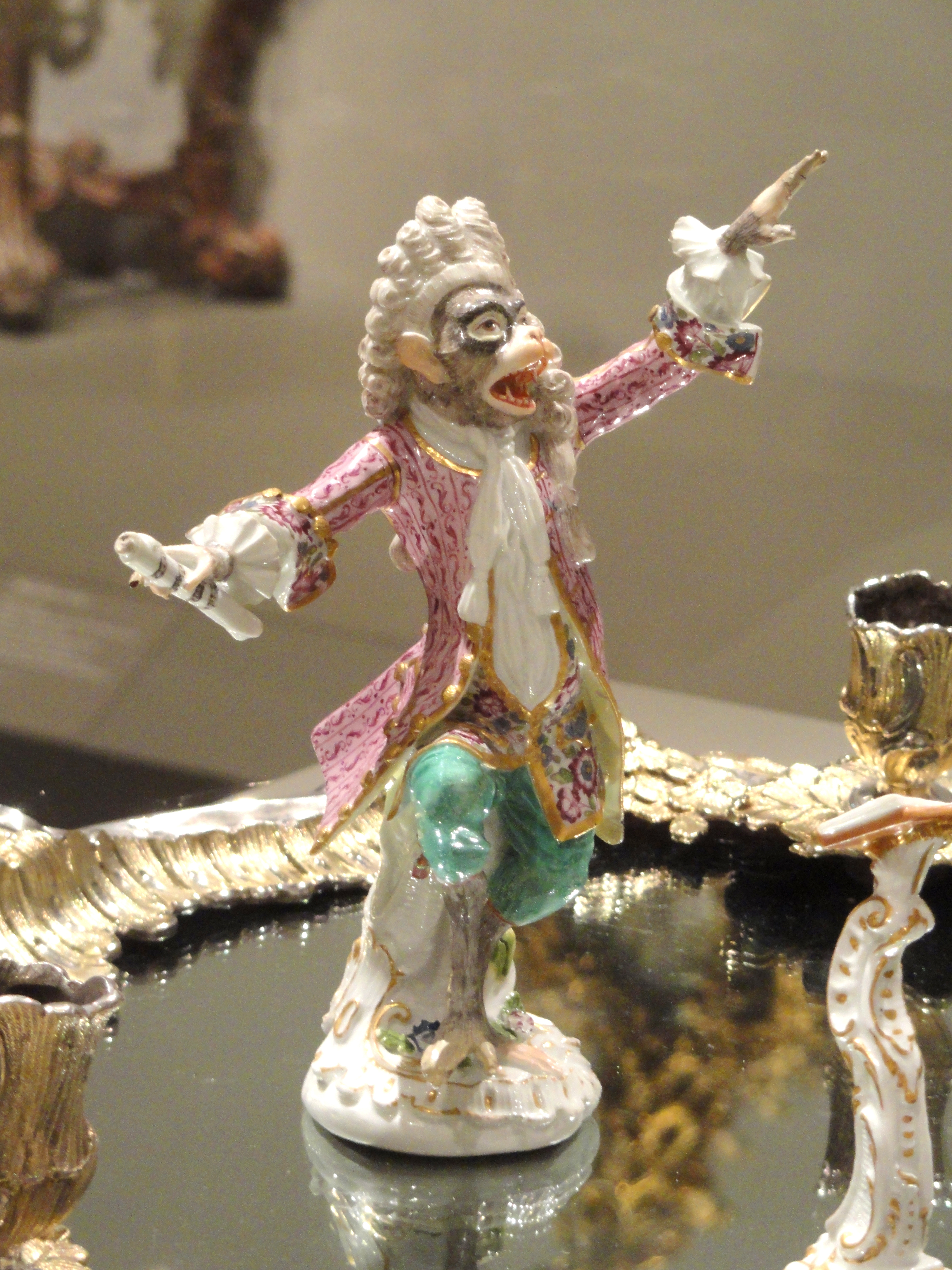
L'orchestre de singes de la porcelaine de Saxe (ca. 1765).

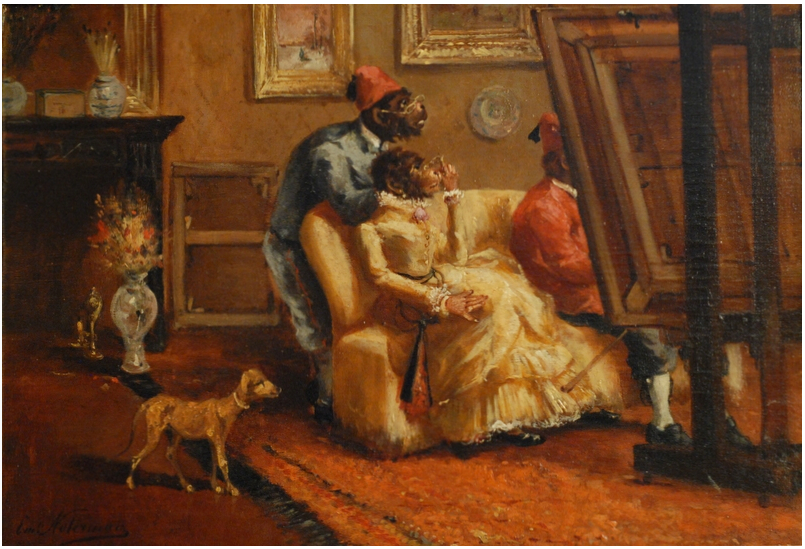
Emmanuel Noterman, Les experts d'art, n. d., San Miguel Art Collections.

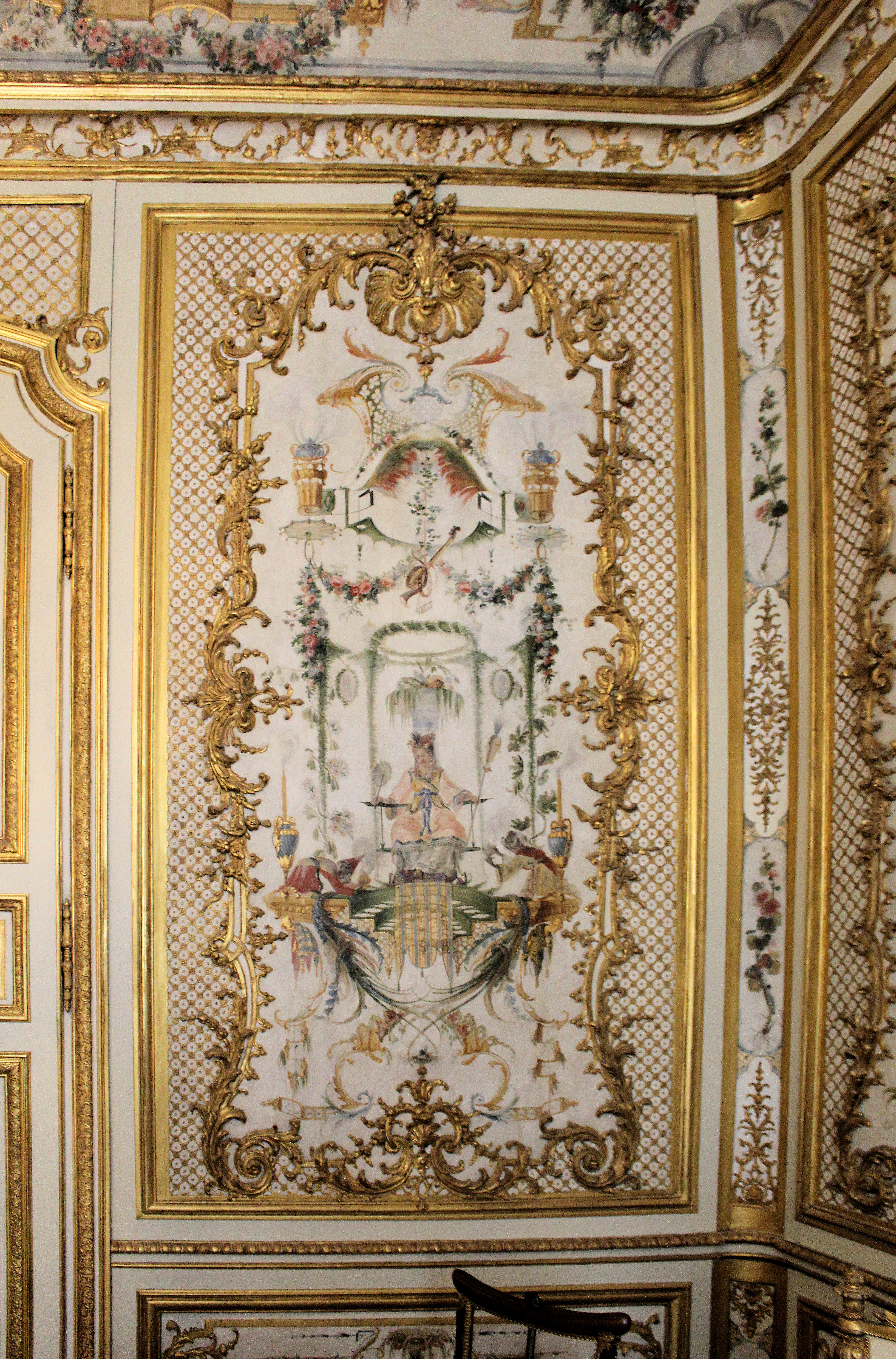
Détail de la Grande Singerie de Christophe Huet, 1737, château de Chantilly.

La pratique peut être retracée aussi loin que l'Égypte antique ; Cyril Aldred a détecté un grand intérêt pour la singerie qu'il a trouvé caractéristique de la fin de la dix-huitième dynastie égyptienne. Tout au long de la période médiévale en Europe, les singes ont été vus « comme un symbole de l' humanité déclassé », et ont été utilisés pour imiter l'homme et ses petites manies, apparaissant souvent dans les marges des manuscrits enluminés,.
Lorsqu'il visite les Flandres en 1521, le peintre allemand Albrecht Dürer raconte avoir acheté un petit singe (certainement un ouistiti) « pour quatre florins », qu'il représentera ensuite dans plusieurs de ses œuvres. Les primates du Nouveau Monde deviennent également un motif courant des singeries flamandes dès la deuxième moitié du XVIe siècle, dans des scènes comiques avec des singes vêtus d'habits humains et dans un environnement humain. Vers 1575, le graveur flamand Pieter van der Borcht introduit la singerie en tant que thème indépendant dans une série de gravures fortement ancrées dans la tradition artistique de Pieter Bruegel l'Ancien, dont le tableau Deux Singes a probablement lancé la mode. Ces gravures ont été largement diffusées et le thème a ensuite été repris par d'autres artistes flamands, notamment par des artistes anversois tels que Frans Francken le Jeune, Jan Brueghel l'Ancien et le Jeune, Sebastiaen Vrancx et Jan van Kessel l'Ancien. David Teniers le Jeune devient le principal pratiquant du genre et le développe plus avant avec son frère cadet Abraham Teniers. Les deux frères ont su répondre aux goûts du marché de l'art et ont ainsi contribué à la diffusion du genre en dehors de la Flandre. Plus tard au XVIIe siècle, des artistes comme Nicolaes van Verendael, principalement connu pour ses peintures sur les natures mortes de fleurs, commencèrent également à peindre des « scènes de singe ».
Les singeries sont devenues populaires parmi les artistes français au début du XVIIIe siècle. Le décorateur et designer français Jean Bérain père a intégré de nombreuses figures de singes habillés dans de nombreuses décorations murales. Le grand ébéniste royal André-Charles Boulle les a utilisées dans son travail et Antoine Watteau a peint Le Singe sculpteur, une critique de l'art et de l'habitude des artistes de « singer » la nature.
Un orchestre complet de singes, le Affenkapelle (orchestre de singes, en allemand) a été produit en porcelaine de Saxe, puis copié par la porcelaine de Chelsea. En France, les plus fameux décors rococo sont la Grande singerie et la Petite Singerie qui décorent deux salons du château de Chantilly, œuvres de Christophe Huet, qui est aussi l'auteur de la décoration du cabinet des singes de l'hôtel de Rohan à Paris. En Angleterre, le peintre français Andieu de Clermont est également connu pour ses singeries : le plus célèbre est le plafond de la Monkey Room du Monkey Island Hotel, situé sur Monkey Island (en) à Bray (Berkshire),.
Les singeries ont gagné en popularité au XIXe siècle et parmi les artistes qui ont connu le succès dans ce genre figurent Zacharie Noterman, Emmanuel Noterman, Charles Verlat, Edwin Landseer, Edmund Bristow (en), Alexandre-Gabriel Decamps, Charles Monginot et Paul Friedrich Meyerheim.